# Porte du Hainaut
La Comunitat d'aglomeració de la porte du Hainaut és una mancomunitat de municipis francesa, situa al departament francès del Nord, a la regió de Nord-Pas-de-Calais i en concret, al districte de Valenciennes.

## Composició
La Comunitat d'aglomeració de la Porte du Hainaut està formada per 39 municipis:
| - Abscon - Avesnes-le-Sec - Bellaing - Bouchain - Bruille-Saint-Amand - Château-l'Abbaye - Denain - Douchy-les-Mines - Escaudain - Escautpont - Flines-lès-Mortagne - Hasnon - Haspres | - Haulchin - Haveluy - Hélesmes - Hérin - Hordain - La Sentinelle - Lieu-Saint-Amand - Lourches - Marquette-en-Ostrevant - Mastaing - Maulde - Millonfosse - Mortagne-du-Nord | - Neuville-sur-Escaut - Nivelle - Noyelles-sur-Selle - Oisy - Raismes - Rœulx - Saint-Amand-les-Eaux - Thiant - Trith-Saint-Léger - Wallers - Wasnes-au-Bac - Wavrechain-sous-Denain - Wavrechain-sous-Faulx |

## Representants
El consell està format per 73 representants escollits segons el nombre d'habitants de cada municipi, així els municipis de menys de 2500 habitants tenen un escó; 2 escons per als que estan compresos entre 2500 i 4999 habitants; 3 pels de 5000 a 9999; quatre pels que estan entre 10000 i 14999; finalment 5 per als d'entre 15000 i 20000. Els municipis de més de 20000 habitants tenen dret a un escó suplementari per cada tram de 5000 habitants.
El president és qui decideix els serveis de la mancomunitat i és ajudat per 14 vicepresidents.

## Competències
La mancomunitat comparteix les competències pròpies dels municipis francesos, com política municipal, desenvolupament econòmic, ordenament de l'espai mancomunat, habitatge social, infraestructures, medi ambient, esport i cultura.